# Rapsodia ungherese n. 2
La Rapsodia ungherese n.º 2, S. 244/2 fa parte delle diciannove Rapsodie ungheresi del compositore ungherese Franz Liszt ed è la più famosa. È considerato uno dei brani più difficili mai scritti nella storia pianistica, questo grazie alle numerose difficoltà tecniche quali trilli, accordi in elevata velocità, numerosi ribattuti, grandi distanze da coprire in gran velocità e passaggi di grande virtuosismo.
È scritta in Do diesis minore ed è dedicata al conte Ladislas Teleky ("au Comte Ladislas Teleky"). Fu composta nel 1847 e fu pubblicata per la prima volta come pezzo per pianoforte solo nel 1851 da Senff e Ricordi.
Esiste anche una versione per orchestra, che non era nelle intenzioni di Liszt.

## Struttura

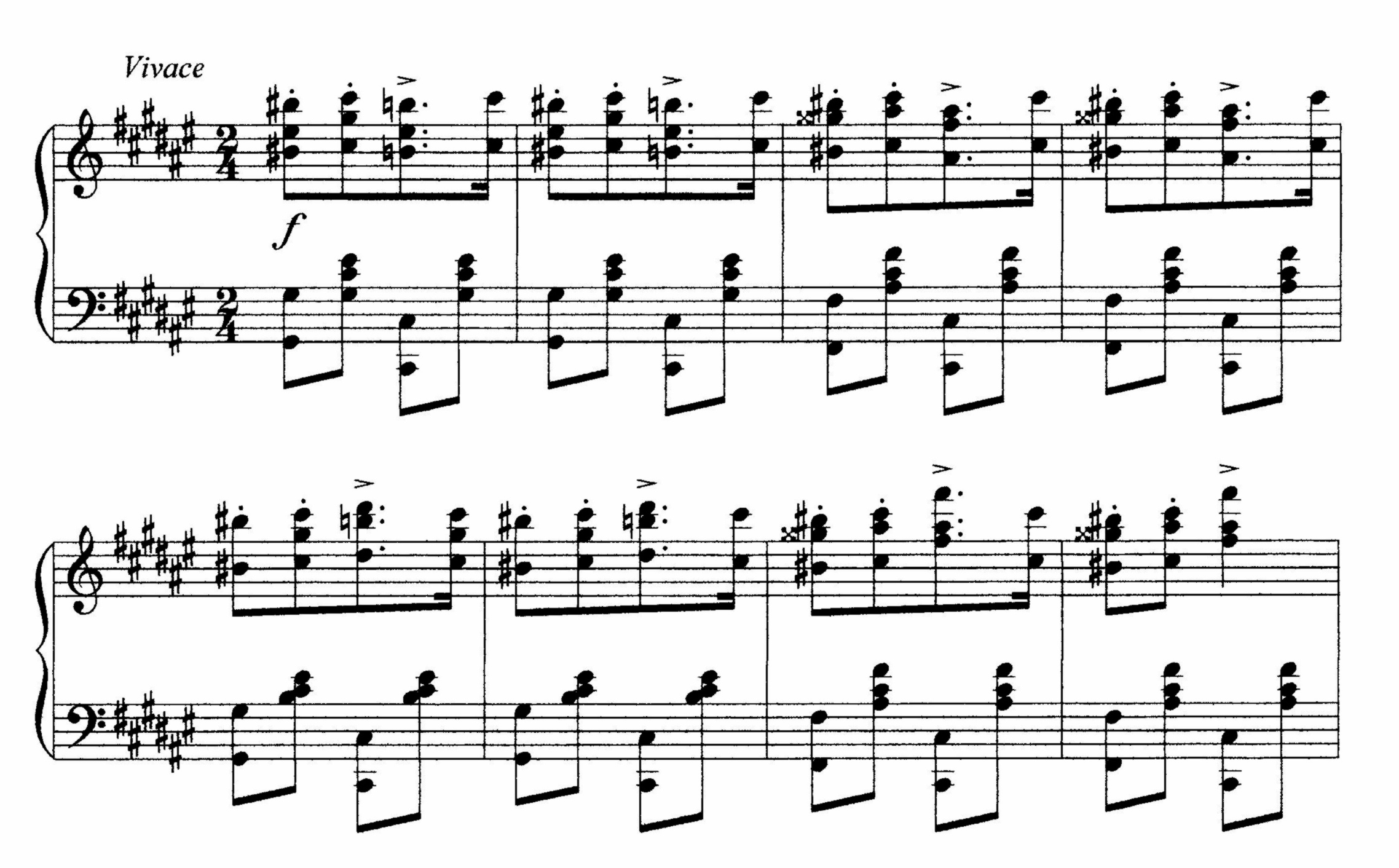
Tema principale della friska.

L'opera consta di due movimenti distinti: il Lassan e il Friska (dell'ungherese: lassú - lento; friss - fresco, veloce).
Inizia con un Lento a Capriccio in Do# maggiore, una maestosa e incisiva introduzione al tema che confluisce immediatamente in un Andante mesto, costituente il tema del Lassan (specificato dallo stesso compositore molto espressivo). I due tempi presentano un carattere quasi "spiritoso", ma contemporaneamente solenne e assai arricchito (come consueto nelle composizioni lisztiane). Per breve il lassan torna al primo tempo del brano, marcato e  "fiero", ma da lì subito riprende il tema dominante, questa volta variato prima nel registro grave e poi di nuovo in quello acuto, morendo infine con dei lunghi accordi in diminuendo. La friska copre una gran parte del brano, inizia con un Vivace di introduzione al tema, dapprima con dei dolci arpeggi, ma che poi incalza in un crescendo sempre più rapido che sfocia nel celeberrimo tema della rapsodia. Da qui il brano si sviluppa con ogni tipo di abbellimenti, virtuosismi, controtemi e fantasie.

## Nella cultura di massa
Il carattere molto giocoso e brioso della friska ha comportato il successo della rapsodia n. 2 nella cultura popolare. Ha accompagnato pubblicità, spot e anche cartoni animati, tra cui il cartone animato di Tom & Jerry intitolato Jerry pianista (The Cat Concerto), che ha vinto il premio Oscar quale miglior cortometraggio d'animazione dell'anno 1946. È inoltre presente, nella versione orchestrale, nel videogioco Fallout 4.